# Christian Bang
Christian Bang, född 5 juni 1861 i Bergen, Norge, död augusti 1931 i Madagaskar.
Bang kom till Madagaskar 1876 (eller 1879) tillsammans med sina föräldrar, och blev kvar där till sin död. Han var bosatt i Tamatave (Toamasina) och blev en betydande affärsman. Han utnämndes till konsul för Sverige och Norge år 1899. År 1906 blev posten som konsul för Sverige vakant, förmodligen på grund av unionsupplösningen, som innebar att Norge upprättade sitt eget konsulatväsende, och Bang fortsatte som konsul enbart för Norge. Han kvarstod dock som tjänsteförrättande konsul för Sverige till år 1922. Han var dessutom konsul för Storbritannien.